# Leonardo-Klasse
Die Leonardo-Klasse ist eine Kreuzfahrtschiffsklasse der US-amerikanischen Kreuzfahrtreederei Norwegian Cruise Line. Insgesamt sind sechs Einheiten bestellt, die seit 2019 gebaut werden. Die ersten drei Einheiten sind in Fahrt, die weiteren drei Einheiten sollen bis 2028 folgen.

## Geschichte
Die Schiffe der Klasse werden auf der Fincantieri-Werft in Marghera gebaut. Die Klasse basiert auf einem Entwurf der Bauwerft. Zunächst wurden vier Einheiten der Klasse bestellt und eine Option auf zwei weitere Einheiten vereinbart, die im Juli 2018 in eine Festbestellung umgewandelt wurde.

## Beschreibung
Die Schiffe werden dieselelektrisch durch zwei Propellergondeln angetrieben. Für die Stromerzeugung stehen zwei von Wärtsilä-Dieselmotoren des Typs 12V46 und drei von Wärtsilä-Dieselmotoren des Typs 8L46 angetriebene Generatoren zur Verfügung. Weiterhin wurde ein von einem Caterpillar-Dieselmotor des Typs 3516C HD angetriebener Notgenerator verbaut. Die Dieselmotoren sind mit Scrubbern und SCR-Katalysatoren ausgerüstet. Die Schiffe verfügen über einen Landstromanschluss, so dass die Generatoren im Hafen abgeschaltet werden können. Die Schiffe sind mit drei elektrisch angetriebenen Querstrahlsteueranlagen ausgerüstet.
Die Schiffe verfügen über zwanzig Decks. Die Einrichtungen für die Passagiere sind auf den Decks 5 bis 20 untergebracht. Die Passagierkabinen befinden sich auf Deck 5 und auf den Decks 9 bis 16. Insgesamt stehen für die Passagiere 1646 Kabinen zur Verfügung. 1261 der Kabinen sind Außenkabinen, 385 sind Innenkabinen. Alle Außenkabinen bis auf die auf Deck 5 haben einen eigenen Balkon. Die Gemeinschaftsbereiche sind auf den Decks 6 bis 8, 12 und 15 bis 20 untergebracht. Die Brücke befindet sich auf Deck 14.
Die Passagierkapazität der Schiffe beträgt 3215 Personen. Norwegian Cruise Line vermarktet die Schiffe mit einer Kapazität von 3099 Passagieren bei Doppelbelegung. Die Schiffsbesatzung besteht aus 1506 Personen, für die 912 Kabinen zur Verfügung stehen.
Die Schiffe der Leonardo-Plus-Klasse sind ca. 10 % größer: 156.300 BRZ Vermessung, 321,80 Meter Länge und 43,90 Meter Breite. Die Passagierzahl erhöht sich auf 3.571 Passagiere (maximal 4.224 Passagiere).
Die beiden Schiffe TBN5 und TBN6 werden mit einer Bruttotonnage von 172.000 BRZ noch etwas größer ausfallen.

## Schiffe
| Prima-Klasse      | Prima-Klasse | Prima-Klasse | Prima-Klasse                                   | Prima-Klasse               |
| Bauname           | Bau- nummer  | IMO- Nummer  | Kiellegung Aufschwimmen Ablieferung            | Umbenennungen und Verbleib |
| ----------------- | ------------ | ------------ | ---------------------------------------------- | -------------------------- |
| Norwegian Prima   | 6298         | 9823986      | 9. Dezember 2019 13. August 2021 29. Juli 2022 | in Fahrt                   |
| Norwegian Viva    | 6299         | 9823998      | 9. Dezember 2019 2. August 2022 3. August 2023 | in Fahrt                   |
| Prima-Plus-Klasse |              |              |                                                |                            |
| Norwegian Aqua    | 6300         | 9824007      | 23. April 2024 13. März 2025                   | in Fahrt                   |
| Norwegian Luna    | 6301         | 9824019      | 14. März 2025                                  |                            |
|                   | 6302         | 9862580      |                                                |                            |
|                   | 6303         | 9862592      |                                                |                            |